# Kinosternon arizonense
Kinosternon arizonense is een schildpad uit de familie modder- en muskusschildpadden (Kinosternidae).
Het dier werd lange tijd als een ondersoort van de gele modderschildpad (Kinosternon flavescens) gezien, maar het wordt tegenwoordig als aparte soort erkend. Er is nog geen Nederlandstalige naam voor deze schildpad. De soortaanduiding arizonense is afgeleid van het leefgebied in Arizona.
De soort werd voor het eerst in 1922 door Charles Whitney Gilmore wetenschappelijk beschreven. Oorspronkelijk werd de wetenschappelijke naam Kinosternon flavescens arizonense gebruikt. 
Kinosternon arizonense komt voor in delen van Noord-Amerika: Mexico en de Verenigde Staten.